# 牧口真幸
牧口真幸（日语：／ Makiguchi Mayuki，1984年12月9日—），日本女性配音員，出身於愛知縣。目前隸屬於81 Produce。

## 演出作品

### 電視動畫
2006年
- ぜんまいざむらい（お種ちゃん）
- 死亡筆記本（女子1）

2007年
- 鐵馬少年（觀眾）
- BAMBOO BLADE（井口、女高中生）
- 流星之洛克人（MC）

2010年
- 學生會長是女僕（男子A）
- 只有神知道的世界（石切泉、女學生、圖書委員）
- K-ON!!（學生會會計）
- 三國演義（夏侯蓮的妹妹）
- 戰鬥司書 The book of Bantorra（ラティ）
- 信蜂 REVERSE（住院少女）#5
- 爆漫王。（女性主播）

2011年
- 爆漫王。（幼少的最高）
- 戰鬥陀螺 鋼鐵奇兵 4D（水澤勇氣）
- A频道（儿童）

2013年
- 火影忍者（邁特・凱（少年時期））
- 神奇寶貝XY（莎莉娜）

2015年
- Go！Princess 光之美少女（明星花鈴）

2016年
- 12歲。～小小胸口的怦然心動～（小倉茉凜）
- 名侦探柯南（中嶋亚里紗） #816
- 12歲。～小小胸口的怦然心動～ 第二期（小倉茉凜）

2017年
- 從前有座靈劍山 通往睿智的資格（侍女）
- 狐妖小紅娘
- THE REFLECTION（女性諮詢師）

2018年
- 智龍迷城（奧村瑞希）

2020年
- 空挺Dragons（女服務員）

2021年
- 名偵探柯南（大泉七瀨）

2022年
- 寶可夢 旅途（莎莉娜）

### OVA
- 怪物王女（女學生）
- .hack//G.U. TRILOGY
- 迷elleオトコノ娘（御琴紫音）

### 劇場版動畫
- 神奇寶貝劇場版：騎拉帝納與冰空的花束 潔咪（タカ）
- 麵包超人電影：大噹噹與雙子星（クロワッサン姫）

2014年
- 神奇寶貝劇場版：破壞之繭與蒂安希（莎莉娜）

2015年
- 神奇寶貝劇場版：光輪的超魔神 胡帕（莎莉娜）

2016年
- 神奇寶貝XY&Z 電影版 波爾凱尼恩與機關人偶瑪機雅娜（莎莉娜）

### 遊戲
2022年
- 寶可夢大師EX（奈奈彩〔觀光客〕）

### 外語配音
- ReGenesis #8

## 外部連結
- （日語） 牧口真幸：所属俳優：81produce